# ぴくぴく仙太郎
『ぴくぴく仙太郎』（ぴくぴくせんたろう）は、布浦翼による日本の漫画作品。

## 作品概要
『BE・LOVE』（講談社）にて1993年12号から2011年22号まで連載された。2011年5月現在で「BE・LOVE KC」のレーベルから刊行された単行本は全37巻であり、累計発行部数が300万部を越えるロングセラー作品である。
武蔵野の面影を残す私鉄沿線の「ひだりヶ丘」地区で暮らすイラストレーターのバクちゃん（香沢麦）と、偶然飼うことになったウサギの「仙太郎」、親友の猫の「みや」ちゃんに、ロップイヤー種のロップちゃんを加えた、笑いあり涙ありの日常を描いている。
動物を飼う上で起こりがちな、いわゆる“あるある”話を織り込んだほのぼのとした物語が中心だが、捨て犬や不慮の事故、保護しても助けられず失われてしまう命なども描かれ、登場人物たちが容易に解決できない問題に悩み、涙する姿も多く描かれている。物語の導入部も、主人公のバクが酔っ払った勢いでいい加減な業者からウサギを買い、留守の間に死なせてしまったことで自分を責めるという、生き物を飼うということについて、読者が真剣に考えさせられるものとなっている。
『きこちゃんすまいる』とのクロスオーバーの描写がある。『ミステリーボニータ』（秋田書店）で連載中の『やんやんここやん－かわいくなるお薬－』に仙太郎、みやちゃん、ロップちゃんがゲスト出演している。特別描きおろし「ある日の仙太郎」と幻の小編「ぴくぴく仙太郎 －その後－」が『やんやんここやん』のコミックス1巻に収録されている。

## 登場キャラクター
バクちゃん
本名は「香沢麦（こうさわ ばく）」。職業はイラストレーター。初代および2代目仙太郎の飼い主。2代目仙太郎と青田には「バクちゃん」、早苗や大高には「バク先生」と呼ばれる。一人称は「おいら」→「おれ」。セロリが苦手。
長髪。明るくさっぱりした性格。一人暮らし、独身。O阪芸術大学を休学して上京した。
スケジュール調整によく失敗し、忙しくなるとスケジュール表を作って地獄のような有様に落ち込む。ホウレンソウと納豆と卵をご飯にかけて食べていれば栄養に問題は無いと信じ込んでいる。
缶詰状態で5日目になると、自身には才能がないんだと自暴自棄になるが、はしゃぎ回る仙太郎と一緒に遊んだり眠ったりして翌朝には復活し、再び締め切りに挑む。そしてついつい現実逃避で仙太郎のあれこれを妄想しては現実に引き戻されて焦る。締め切り前夜はこの繰り返しで、無駄に時が過ぎてしまう。この月に1度の「バクちゃん締め切り集中日」は、仙太郎にとってはバクちゃんが食事やトイレなどの世話を後回しにし、仕事だけに全力投球する大ピンチの日である。
マンション暮らしをしていたが、勝手にペット（仙太郎）を続けて2匹も飼った上に、2代目仙太郎がカランを蹴って壊し、部屋を水浸しにしたためやむなく退去。駅より徒歩20分、築古年の一戸建てを借りて移り住む。なぜか新居に越してから、何かと小動物と縁ができるようになった。
青田によれば、昔から好意を抱く相手ほど執拗にからかったり攻撃したりした挙げ句、大喧嘩に発展する悪癖がある。そのため、仙太郎も幾度となく怒らせている。
仙太郎（せんたろう）
バクちゃんの亡き祖父および2匹のミニウサギの名前。
初代仙太郎
彼女と別れて酔っ払ったバクちゃんが池袋駅西口の夜店で買った（買わされた）体長15cmほどのミニウサギ。5000円。1週間後の6月10日、打ち合わせに出かけたバクちゃんが帰宅した際、冷たくなって横たわっていた。女性獣医師によれば、怪我でも病気でもなく心臓が停止したとのこと。埋葬されて小さな石を墓石とされていたが、誰かがその石を除去したことで埋葬された場所がわからなくなってしまう。
実は、バクちゃんが買った時点で既に生きることに疲れ果てており、飲み食いすらつらく目を閉じてしまいたいくらいだった。死亡当日、外出したバクちゃんの帰りを待ちたかったが、これ以上は無理だと自分自身でもわかっており、心の中で「ごめんなさい」とバクちゃんに謝罪しつつ息を引き取った。
初代仙太郎の突然死は、「無責任に飼って死なせてしまった」とバクちゃんの心に深い後悔と反省を刻み込み、その思いが二代目仙太郎との縁につながった。
2代目仙太郎
この漫画の主役。バクが初代を失った後、ペットショップで出会ったミニウサギ。メスに間違われることが多いが、バクちゃんが確認したらオスだった。初代にそっくり。
実はバクの前に買っては返すの繰り返しで7人の飼い主に買われたのだが、イタズラがひどいなどの理由でペットショップに突きかえされていた。店主によれば、その店の最高記録。元気が良すぎてイタズラが凄まじいのも事実だが、躾や世話が楽そうだと安易な理由で無責任に飼い、真の意味で可愛がろうとしなかった飼い主の側の意識に問題があっての返却であり、店主も良縁を待ち望んでいた。
一応「仙太郎」だが、時々「仙ちゃん」と呼ばれる。自業自得で痛い目に遭ったりすると「アホ仙」。
果物が好きで、特にリンゴの皮が好き。ピーピーと鳴く（ウサギには声帯がないため、正確には鼻を鳴らしている）。必殺技は「仙太郎キック」。早苗がバクちゃんに見せたオリジナルビデオをスローモーションで確認したところ、喧嘩の際に「みやちゃんパンチ」をブロックしているだけで蹴りは入れないようにしていることが判明した。
イタズラの激しさでFAX電話機やオーブントースターを修理不能に追い込み、バクちゃんの財布を痛めつける。オーブントースターを壊した後には、経済力の乏しさゆえに展示品限りのポップアップ式トースターがやって来た。
『やんやんここやん－かわいくなるお薬－』の「第9話◇耳のながーい」で木の枝に引っかかってしまったココ丸を得意のキックで助け友達になり、一卵性双生児の仔猫の兄弟・ヤン丸とココ丸により「ウサギのヒト」と認識されている。その後、「第13話◇ウサギ☆どらまちっく!」でも再登場している。
ペットショップの店主
2代目仙太郎の幸福を願い、バクちゃんのもとに送り出した人。物腰柔らかで穏やかな笑みを絶やさないが、いい加減な気持ちで動物を買っては返す客に対しては「可愛がってくれない人には売りませんから」と辛辣な物言いで追い返した。店で飼い主を待つ動物を心から慈しみ、縁がなかった動物を引き取り続けてきた結果、自宅で猫8匹、犬10匹を飼っている。
バクちゃんが仙太郎を購入した際には、7人の飼い主を辟易させた2代目のイタズラぶりをぼかし、力いっぱい「今度こそ幸せになるんだよ」と夜空に叫んで、やや投げやりに幸福を祈った。ただしどうしても良い飼い主にめぐりあえなければ、仙太郎も自身が引き取るつもりでいた。
大高（おおたか）
バクの担当編集者。独身のバクの健康面も気遣ってくれる優しい女性だが、天然ボケの一面もある。普段は温厚だが、バクが締め切りを守らないと怒り狂うらしく、陰では「大高姉御」と恐れられている。ハムスターの「ヒメネ」ちゃんをオスだと知らずに飼っている。
大山（おおやま）
バクと仙太郎の家の大家。仙太郎は友達から預かっているとバクは騙しているつもりだが、もう既にばれている。一部の話では「小山」と誤植されたことがある。210話で夫人の作った煮物をバクに渡していたが、222話では彼女は亡くなっている。
青田日出夫（あおた ひでお）
O阪芸大に通っていた頃からのバクちゃんの友人でイラストレーター仲間。半分はプロの漫画家、半分はフリーター。マイペースで、ゆっくりのんびり生きている。みやちゃんを保護した時は彼女の言葉を通訳したこともあるほど動物好き。バクちゃんの周囲の人間で唯一「バクちゃん」と呼び、人間以外の動物では仙太郎がそう呼ぶ。バクちゃんは休学前はアパート暮らしだったが、青田は学生寮にいた。
底の浅い箱に入れられた捨て犬を見つけるが、アパート暮らしで収入も不安定と、到底犬を飼える状況ではなく苦悩する。最初はバクちゃんに頼もうとするが、仙太郎一匹で精いっぱいだと悟り、仔犬にマフラーをあげて祈ることしかできなかった。数日後、生死を確認できずにいた仔犬が「なっちゃん」と命名されて女の子に飼われていることを知って安堵した。なっちゃんの一件を機に、少しずつ力を蓄え、いつか小さな命に出会ったら手を差し伸べられる自分自身になろう、2度と後悔せずに済むようになろうと決意する。
洋子（ようこ）
バクちゃんの元カノ。交際期間は半年。かなり身勝手な性格で、拗ねて困らせて彼が「ごめん」と言ってくれれば笑って許すつもり、という軽い気持ちでバクちゃんを振った。1か月後、いつまでもバクちゃんから連絡が無いので仕方なく自身から電話をかけるが、仙太郎のイタズラに邪魔され、元カノからとは思いも寄らないバクちゃんに電話を切られてしまったため、結果的に捨てられた形となった。
早苗（さなえ）
みやの飼い主。バクとは家族ぐるみの付き合い。素直で優しい女の子。お手伝いをして料理を覚えたため、キャベツは千切りしか知らないバクちゃんより遥か上の腕前。
みやちゃん
早苗の飼い猫。仙太郎とは親友。女の子。「みやみや」鳴くのでみやちゃん。興奮すると「きゃあふー」と叫んでびびんばびびんばと飛び跳ねる。必殺技は「みやちゃんパンチ」。ただし、仙太郎には爪を引っ込めて傷つけないようにしていることが判明した。迷子になった時、酔っていたバクに保護され助けられた。
『やんやんここやん－かわいくなるお薬－』の「第13話◇ウサギ☆どらまちっく!」で登場し、猫の兄弟に「猫のヒト」と認識されている。
紋次郎（もんじろう）
ブロック塀の隙間から鼻づら出すのが趣味で、小動物が大好きな犬。らっしぃを尊敬している。
山中（やまなか）
バクちゃんの自宅から徒歩25分の所にある「山中動物病院」および移転後は「山中獣医」の獣医師。仙太郎がいつもお世話になっており、傷病の原因の一部を占めるバクちゃんの不注意に呆れることが多々ある。ペットの飼育の指導もしてくれるが、説教が多め。しかし1匹1匹の患畜を丁寧に診察し、夜間の急患にも応じてくれるなど、近所でも評判の良い獣医師である。
バクちゃんは一度、より近場に別の動物病院を見つけたことがあるが、いい加減で能力が低い相手だったので改めて「近場のヤブより遠くの名医」だと悟った。
茨木（いばらぎ）
文芸口論の編集者。妻の動物好きと2代目仙太郎の影響で、自身も動物（ウサギ）好きに。自宅では5匹のウサギを飼っている。
二の宮きこ
『きこちゃんすまいる』の主人公。惚れっぽい性格でマイブームは色々と変わったが、ウサギに心が向いて仙太郎が好きになる。バレないようにニンジンなどをプレゼントしている。ウサギを飼いたいのだが、自宅には既に母猫と仔猫5匹がいるので母親に諭されて自身が飼うことは諦めた。
善太郎（ぜんたろう）
仙太郎とそっくりなウサギ。脱走癖あり。イタズラや脱走に悩まされる飼い主の田中一家だが、それでも彼らに愛されている。
ペットショップにいた仔ウサギ時代に、大きくなると買い手がつかないからと、必要量以下の僅かな餌しか与えられないという虐待を受けたため、お腹が減ったり怖い目に遭ったりすると凶暴になる。普段はとても人懐こい。ロップちゃんに暴力を振るってしまうが、怒ったロップちゃんに反撃の頭突きをされて尊敬するようになる。
ちー
白いハムスター。仙太郎とは友達、みやは本能で襲われそうになるので「友達時々敵」である。
ちーの飼い主
バクの近所の男性。バクとの出会いはあまりよくなかったが、今では小動物の飼い主同士仲がよく、時々バクにちーを預かってもらうことも。アメリカ転勤で日本を離れた娘夫婦から預かっていたハムスターが段々可愛く思えてきて、飼うことに。今では他の何よりもちーが可愛い。
らっしぃ
雪深き北国でクマを追っていた元猟犬。山中先生曰く「老犬ぶっているが、ギネスに載るくらい長生きするかも」とのこと。静かに老後を過ごすはずだったが、仙太郎とみやちゃんに邪魔され、家の中をメチャクチャにした濡れ衣を着せられて飼い主に誤解され傷ついている。
咲（さき）
黒猫「ジロ吉」の飼い主。動物好きの両親と暮らしており、自宅は父親がローンで飼った一戸建て。前に飼っていた「タロ吉」という黒猫に申し訳ないとジロ吉をバクちゃんの家の前に捨ててしまうが、3日後に保健所送りにするという貼り紙の誘き出し作戦で見つかり、無理にタロ吉を忘れなくていいんだよと諭されてジロ吉を引き取る。
ジロ吉
黒猫。赤ちゃんの頃、バクちゃんと仙太郎の世話になったが、仙太郎のことは覚えているのにバクちゃんのことは「あんただれ?」状態である。水遊びの習慣がないためバクちゃんの誘いにそっぽを向く仙太郎らの中で、ジロ吉だけがビニールプールで泳いだ。
食べ物を盗むようになり、近所の主婦に行いを改めないなら保健所送りにすると宣言されるが、親のいない3匹の赤ちゃん猫のためにしたことだった。
まゆみ
早苗の友達で、ロップちゃんの飼い主。ロップちゃんを甘やかすところがあり、人間のお菓子を与えて太らせてしまったため、バクにダイエット留学でロップちゃんを預けたことがある。大人しい性格。
2年前、ロップイヤーの「チビ太」と犬が争う声を聞いて慌てて庭に出るが、すでに「チビ太」の姿はなく、血痕だけが残されていたため、「チビ太」は犬に噛み殺されたのだと思い込んでいた。
2度とウサギは飼わないと決めていたが、犬を見てパニックに陥ったロップちゃんが車に撥ねられそうになるのを偶然助けることになり、首の傷跡や大好きなお芋を見て「チビ太」が繰り返した行為などの特徴から、実はロップちゃんが死んだと思っていた「チビ太」だと気づき、再び飼うことになった。
ある日、大豊作で値崩れして1個88円だったキャベツを買いすぎたバクちゃんに、大量消費を期待されてロップちゃんごと招待されるが、実は自宅の畑で祖父が趣味によりキャベツを育てていた。早苗と同様に料理が上手である。
ロップちゃん
体と心が大きいウサギ科ウサギ目イエウサギの一種「ロップイヤー」のウサギ。ぶひゃーと鳴く。お芋が大好きで焼き芋を見ただけで宙返りをする。気は優しくて力持ち、怒らせると怖い。仙太郎とみやちゃんの保護者的存在。
仔ウサギの頃、庭で遊んでいて犬に襲われ、重傷を負いながらも生存。しかし逃げ回る内に迷子になり、野良ウサギとして生きていた。2年後、公園から徐々にバクちゃんの家に近づき、庭先に出現して保護された。後ろ首には犬に噛まれた大きな傷跡が残っている。
傷跡や癖から「チビ太」だと判明し、飼い主のまゆみの元に戻った。ただし、大きくなったので名前は「ロップちゃん」にされた。犬に対する恐怖心は簡単には拭えないものの過去を引きずってはおらず、紋次郎やらっしぃと仲が良い。
仙太郎に負けないイタズラ好きで、まゆみのお気に入りのスリッパをボロボロにして叱られたり、脱走してみやちゃんと日向ぼっこをしたこともある。野良の経験があるため用心深く、道路の真ん中は危険、その草は食べてはダメなどと仙太郎とみやちゃんに教える。
なっちゃん
「Act.272 青田くんのユウウツ」でバイトに向かう青田が見かけた捨て犬。犬を飼える状況になかった青田は、バイト先で貰った「ナスビのなっちゃん」と書かれた段ボールの空き箱に入れてマフラーをあげるしか術はなかったが、その段ボール箱が雨の中に捨てられていたのを見て、無力感に打ちひしがれた。しかし、幸いにもその犬は、優しい親子に拾われて飼い犬になっていた。後日、青田は犬が「なっちゃん」と呼ばれ、小学生くらいの女の子に連れられているところに偶然すれ違い、安心し、感動するとともに、小さな命を救える人間でありたいと願うようになる。
颯太（そうた）
「Act.308 野生でぴょんこ」、「Act.314 さいしょの一歩」、「Act.330 ウサギのお宿」に登場した少年。
両親と共に「ひだりヶ丘」地区の築30年の一軒家に引っ越してきた。まゆみのクラスメイト。庭先に訪れる仙太郎・みやちゃん・ロップちゃんを野良だと勘違いしているが、彼らの存在により癒されている。
ポピー
ご近所の猫のボスの座を狙う飼い猫。
リンゴちゃん
「Act.346 リンゴちゃん」より時々登場する。全身真っ白で右のお尻にリンゴに似た黒ブチがあるメスの仔猫。惚れっぽく、妄想癖がある。仙太郎・善太郎・ロップちゃんを次から次へと「王子様」と呼ぶが、最終的にジロ吉こそが「王子様」だと思い定める。しかし、まだまだ恋に恋する女の子である。

## コミックス
- ぴくぴく仙太郎 - BE・LOVE KC 全37巻
- ぴくぴく仙太郎セレクション - BE・LOVE KC 既刊4巻
- ぴくぴく仙太郎 - 講談社漫画文庫 既刊12巻
  - 第1巻には「初めてのウサギ暮らし」、それ以外には「○冊めのウサギ暮らし」の副題がついている（○には巻数を示すアラビア数字が入る）。

## 関連商品
- ぴくぴく仙太郎 パズルでごはん! - PlayStation用ゲームソフト（1999年2月18日発売、講談社）
- 仙太郎・みやのぬいぐるみ - UFOキャッチャーなどの景品（非売品）